# Elecciones a la Junta General del Principado de Asturias de 2011
Las elecciones a la Junta General del Principado de Asturias de 2011 se celebraron el 22 de mayo para elegir a los 45 diputados de la VIII legislatura. Coincidieron con las elecciones a los ayuntamientos de los 78 concejos asturianos y a las parroquias rurales, así como con otras elecciones autonómicas y locales.
La Federación Socialista Asturiana fue el partido con más votos, pero Foro Asturias fue el ganador por escaños, siendo elegido finalmente su candidato Francisco Álvarez-Cascos como presidente del Principado de Asturias para la legislatura.

## Legislatura anterior
En las elecciones de 2007, el Partido Socialista obtuvo la mayoría simple, con 21 diputados, que permitieron a Vicente Álvarez Areces renovar en el cargo de Presidente del Principado de Asturias. El Partido Popular, con 20 diputados, continuó como principal grupo de la oposición.
Areces gobernó en minoría hasta noviembre de 2008 en que, merced a un acuerdo con la coalición Izquierda Unida-Bloque por Asturies-Los Verdes, dos consejeros de IU se incorporaron al Consejo de Gobierno del Principado de Asturias, entre otros puestos de responsabilidad en el gobierno y la administración autonómicos.
Sin embargo, en mayo de 2011, Bloque por Asturies e Izquierda Unida rompieron su acuerdo por sus desavenencias en torno a la ley de contención del déficit. Por tal motivo, Roberto Colunga, secretario de BA, pasó a formar el Grupo Mixto en la Junta General del Principado de Asturias y los militantes de Bloque renunciaron a sus puestos en el Gobierno.

### Precampaña
El presidente del Principado, Vicente Álvarez Areces, expresó en julio de 2010 su intención de no optar a la reelección tras las elecciones de 2011, después de tres legislaturas en el cargo.Tras ello, el secretario general de la Federación Socialista Asturiana, Javier Fernández Fernández, anunció su intención de optar a la presidencia por el partido socialista, candidatura avalada por la comisión ejecutiva de la FSA y por el comité federal del PSOE.
El Partido Popular proclamó como candidata a Isabel Pérez-Espinosa, concejala del ayuntamiento de Oviedo, a propuesta del PP de Asturias, descartando así a Francisco Álvarez-Cascos para encabezar las listas. Éste, tras abandonar el PP, se afilió al partido Foro Asturias, creado en torno a su persona, siendo posteriormente proclamado como su candidato a la presidencia del Principado.
Por su parte, Izquierda Unida decidió que su candidato a la presidencia fuera de nuevo su coordinador general, Jesús Iglesias Fernández. La candidatura fue avalada por la presidencia de IU de Asturias y ratificada por el Consejo Político de la coalición en Asturias. Asimismo mantuvo su coalición con Los Verdes de Asturias.
Finalmente, Bloque por Asturies, que se había presentado a las elecciones con IU en las dos elecciones autonómicas anteriores, se presentó en coalición con Unidá Nacionalista Asturiana, con Rafael Palacios como cabeza de lista.

## Elecciones
El día 29 de marzo, el Boletín Oficial del Principado de Asturias y el Boletín Oficial del Estado publicaron el «Decreto 3/2011, de 28 de marzo, del Presidente del Principado, por el que se convocan elecciones a la Junta General del Principado de Asturias». De acuerdo a este decreto las elecciones se celebrarían el 22 de mayo y los 45 diputados se repartirían, de acuerdo al padrón de habitantes a 1 de enero de 2010, de la siguiente manera: 34 por la circunscripción central, 6 por la occidental y 5 por la oriental. La campaña electoral, de 15 días de duración, empezó el 6 de mayo y terminó el día 20.

### Candidaturas
Los partidos, federaciones y coaliciones presentaron sus candidaturas del 13 al 18 de abril, de acuerdo a la ley electoral autonómica, y fueron publicadas el 20 de abril. El día 25 fueron proclamadas por la Junta Electoral Provincial de Asturias y publicadas en el BOPA.
En total se presentaron 18 candidaturas, el número más alto hasta la fecha. 16 de ellas concurrieron por las tres circunscripciones, mientras que Frente Nacional-MSR solo lo hizo por la central y Unificación Comunista de España únicamente por la oriental. El elevado número de candidaturas se debe a las escisiones en el PP (FAC, IDEAS y URAS), a la fragmentación del comunismo asturiano y a los nuevos partidos que se presentan por primera vez, como UPyD.

### Sondeos electorales
Los distintos sondeos electorales, con estimación de los diputados obtenidos por las candidaturas, publicados por los medios de comunicación fueron:
| Sondeo                                             | PSOE   | PP     | IU    | FAC    | UPyD | Otros |
| -------------------------------------------------- | ------ | ------ | ----- | ------ | ---- | ----- |
| Resultados 2007                                    | 43,08% | 42,52% | 9,93% | -      | -    | 4,47% |
| Diputados                                          | 21     | 20     | 4     | -      | -    | 0     |
| El Mundo (4/01/2011)                               | 27,3%  | 22,5%  | 8,1%  | 36,5%1 | -    | 5,6%  |
| Diputados                                          | 13-15  | 10     | 3     | 17-19  | -    | 0     |
| COPE (14/04/2011)                                  | 32,0%  | 26,5%  | 11,5% | 25,2%  | -    | 3,9%  |
| Diputados                                          | 15     | 13     | 5     | 12     | -    | 0     |
| El Comercio (22/04/2011)                           | 24,5%  | 15,3%  | 9,7%  | 43,1%  | -    | 5,9%  |
| Diputados                                          | 13-15  | 6-7    | 4     | 19-21  | -    | 0     |
| El Mundo (24/04/2011)                              | 33,6%  | 23,1%  | 11,4% | 24,8%  | -    | 7,1%  |
| Diputados                                          | 17     | 11-12  | 4     | 12-13  | -    | 0     |
| Antena 3 (2/05/2011)                               | 31,2%  | 29,8%  | 10,4% | 22,5%  | -    | 6,1%  |
| Diputados                                          | 14-16  | 14-15  | 4-6   | 10-11  | -    | 0     |
| Varios medios (CIS) (5/05/2011)                    | 35,7%  | 32,2%  | 8,2%  | 15%    | 1,9% | 4,0%  |
| Diputados                                          | 19     | 16     | 3     | 7      | 0    | 0     |
| Vocento (8/05/2011)                                | 30,1%  | 29,6%  | 9,4%  | 23,8%  | 2,8% | -     |
| Diputados                                          | 14-16  | 14-15  | 3     | 11-12  | 1    | 0     |
| La Voz de Asturias (8/05/2011)-Público (9/05/2011) | 36,8%  | 20,9%  | 9,2%  | 25,5%  | 2,8% | 2,9%  |
| Diputados                                          | 18-19  | 10-11  | 3-4   | 12-13  | 0-1  | 0     |
| El Comercio (13/05/2011)                           | 25,4%  | 15,1%  | 9,4%  | 42,8%  | -    | 6%    |
| Diputados                                          | 16     | 6      | 3     | 19-21  | -    | 0     |
| La Nueva España (15/05/2011)                       | 32,1%  | 30,1%  | 10,9% | 19,7%  | -    | 4,6%  |
| Diputados                                          | 16-17  | 15-16  | 4     | 9      | -    | 0     |
| El Mundo (15/5/2011)                               | 33,4%  | 24,2%  | 9,1%  | 25,8%  | -    | 7,5%  |
| Diputados                                          | 17     | 11-12  | 3-4   | 12-14  | -    | 0     |

Nota: 1-Corresponde a un, entonces, hipotético partido de Francisco Álvarez-Cascos

### Resultados

Las tres circunscripciones electorales de Asturias, con sus correspondientes números de diputados para el año 2011.

Tras el escrutinio de los votos presenciales y por correo, en la noche del 22, la candidatura más votada era la socialista. Esta victoria en número de votos ocurría, además, en las dos circunscripciones de las alas, mientras que en la central el mayor respaldo era obtenido por la candidatura de Foro Asturias, liderada por Francisco Álvarez-Cascos. Debido a esto, Foro Asturias obtendría 16 diputados por 15 del Partido Socialista, el peor resultado de su historia en Asturias. El Partido Popular también obtendría su peor resultado en Asturias, perdiendo la mitad de sus diputados en la anterior legislatura y quedándose en 10. Por último IU-Los Verdes repetirían el resultado del 2007, 4 diputados, en aquella ocasión en coalición por Bloque por Asturies. Los cuatro diputados los obtendría en la circunscripción central, a pesar de obtener más del 3% de los votos válidos emitidos en las otras dos circunscripciones, mínimo legal establecido para poder optar al reparto de escaños. No obstante, en las circunscripciones oriental y occidental, el bajo número de diputados (5 y 6, respectivamente) hace que no sea suficiente con sobrepasar dicha cifra para asegurar la asignación de un diputado.
El miércoles 25, la Junta Electoral del Principado de Asturias realizó el escrutinio de los 3.265 votos recibidos de los asturianos residentes en el extranjero. Su recuento no modificó la asignación provisional de escaños, siendo la candidatura socialista la más votada. No obstante, la Federación Socialista Asturiana denunció públicamente el extravío de 5.000 votos de emigrantes, habida cuenta de que 8.477 de ellos habían solicitado ejercer el voto.
Los resultados definitivos son:
| ← Elecciones a la Junta General del Principado de Asturias de 2011 →                                                                                        |             |        |    |         |     |
| Censo electoral | Candidatura | Votos  | %  | Escaños | +/- |
| - Censo: 910 587 - Votantes: 609 072 (66,88%) - Abstención: 301 515 (33,12%) - Válidos: 600 274 - A candidatura: 584 663 - En blanco: 15 611 - Nulos: 8 798 |             |        |    |         |     |
| Partido Socialista Obrero Español (PSOE) | 179.619     | 30,72% | 15 | -6      |     |
| Foro de Ciudadanos (FAC) | 178.031     | 30,45% | 16 | +16     |     |
| Partido Popular (PP) | 119.767     | 20,48% | 10 | -10     |     |
| Izquierda Unida-Los Verdes de Asturias (IU-LOS VERDES) | 61.703      | 10,55% | 4  | ±0      |     |
| Unión, Progreso y Democracia (UPyD) | 14.640      | 2,50%  | 0  |         |     |
| IDEAS | 6.380       | 1,09%  | 0  |         |     |
| Bloque por Asturies-UNA | 6.191       | 1,06%  | 0  |         |     |
| Frente de la Izquierda (FDLI) | 4.598       | 0,79%  | 0  |         |     |
| Los Verdes-Grupo Verde (LV-GV) | 3.481       | 0,60%  | 0  |         |     |
| URA-PAS | 2.953       | 0,51%  | 0  |         |     |
| PACMA | 1.950       | 0,33%  | 0  |         |     |
| PCPE | 1.434       | 0,25%  | 0  |         |     |
| Conceyu Abierto | 1.421       | 0,24%  | 0  |         |     |
| PDYC | 1.034       | 0,18%  | 0  |         |     |
| Democracia Nacional (DN) | 711         | 0,12%  | 0  |         |     |
| ALS | 334         | 0,06%  | 0  |         |     |
| FrN-MSR | 260         | 0,04%  | 0  |         |     |
| UCE | 11          | 0,00%  | 0  |         |     |

#### Por circunscripciones
| Circunscripción central                                                                                       |                                                        |         |        |         |     |
| Resultados | Candidatura                                            | Votos   | %      | Escaños | +/- |
| - Censo: 739.323 - Votantes: 485.677 (65,69%) - Abstención: 253.646 (34,31%) - Blancos: 12.905 - Nulos: 6.949 | Foro de Ciudadanos (FAC)                               | 144.119 | 30,10% | 12      | +12 |
| - Censo: 739.323 - Votantes: 485.677 (65,69%) - Abstención: 253.646 (34,31%) - Blancos: 12.905 - Nulos: 6.949 | Partido Socialista Obrero Español (PSOE)               | 135.744 | 28,36% | 11      | -4  |
| - Censo: 739.323 - Votantes: 485.677 (65,69%) - Abstención: 253.646 (34,31%) - Blancos: 12.905 - Nulos: 6.949 | Partido Popular (PP)                                   | 91.520  | 19,12% | 7       | -8  |
| - Censo: 739.323 - Votantes: 485.677 (65,69%) - Abstención: 253.646 (34,31%) - Blancos: 12.905 - Nulos: 6.949 | Izquierda Unida-Los Verdes de Asturias (IU-LOS VERDES) | 53.486  | 11,17% | 4       | ±0  |
| - Censo: 739.323 - Votantes: 485.677 (65,69%) - Abstención: 253.646 (34,31%) - Blancos: 12.905 - Nulos: 6.949 | Unión, Progreso y Democracia (UPyD)                    | 13.733  | 2,95%  | 0       |     |
| - Censo: 739.323 - Votantes: 485.677 (65,69%) - Abstención: 253.646 (34,31%) - Blancos: 12.905 - Nulos: 6.949 | IDEAS                                                  | 5.715   | 1,23%  | 0       |     |
| - Censo: 739.323 - Votantes: 485.677 (65,69%) - Abstención: 253.646 (34,31%) - Blancos: 12.905 - Nulos: 6.949 | Bloque por Asturies-UNA                                | 5.569   | 1,20%  | 0       |     |
| - Censo: 739.323 - Votantes: 485.677 (65,69%) - Abstención: 253.646 (34,31%) - Blancos: 12.905 - Nulos: 6.949 | FDLI                                                   | 4.207   | 0,90%  | 0       |     |
| - Censo: 739.323 - Votantes: 485.677 (65,69%) - Abstención: 253.646 (34,31%) - Blancos: 12.905 - Nulos: 6.949 | Los Verdes-Grupo Verde (LV-GV)                         | 3.161   | 0,68%  | 0       |     |
| - Censo: 739.323 - Votantes: 485.677 (65,69%) - Abstención: 253.646 (34,31%) - Blancos: 12.905 - Nulos: 6.949 | URA-PAS                                                | 2.460   | 0,53%  | 0       |     |
| - Censo: 739.323 - Votantes: 485.677 (65,69%) - Abstención: 253.646 (34,31%) - Blancos: 12.905 - Nulos: 6.949 | PACMA                                                  | 1.675   | 0,36%  | 0       |     |
| - Censo: 739.323 - Votantes: 485.677 (65,69%) - Abstención: 253.646 (34,31%) - Blancos: 12.905 - Nulos: 6.949 | PCPE                                                   | 1.268   | 0,27%  | 0       |     |
| - Censo: 739.323 - Votantes: 485.677 (65,69%) - Abstención: 253.646 (34,31%) - Blancos: 12.905 - Nulos: 6.949 | Conceyu Abierto                                        | 1.200   | 0,26%  | 0       |     |
| - Censo: 739.323 - Votantes: 485.677 (65,69%) - Abstención: 253.646 (34,31%) - Blancos: 12.905 - Nulos: 6.949 | PDYC                                                   | 810     | 0,17%  | 0       |     |
| - Censo: 739.323 - Votantes: 485.677 (65,69%) - Abstención: 253.646 (34,31%) - Blancos: 12.905 - Nulos: 6.949 | Democracia Nacional (DN)                               | 634     | 0,14%  | 0       |     |
| - Censo: 739.323 - Votantes: 485.677 (65,69%) - Abstención: 253.646 (34,31%) - Blancos: 12.905 - Nulos: 6.949 | ALS                                                    | 265     | 0,06%  | 0       |     |
| - Censo: 739.323 - Votantes: 485.677 (65,69%) - Abstención: 253.646 (34,31%) - Blancos: 12.905 - Nulos: 6.949 | FrN-MSR                                                | 260     | 0,06%  | 0       |     |

| Circunscripción occidental                                                                                 |                                                        |        |        |         |     |
| Resultados                                                                                                 | Candidatura                                            | Votos  | %      | Escaños | +/- |
| - Censo: 105.993 - Votantes: 76.094 (71,79%) - Abstención: 29.899 (28,21%) - Blancos: 1.682 - Nulos: 1.035 | Partido Socialista Obrero Español (PSOE)               | 27.499 | 37,42% | 2       | -1  |
| - Censo: 105.993 - Votantes: 76.094 (71,79%) - Abstención: 29.899 (28,21%) - Blancos: 1.682 - Nulos: 1.035 | Partido Popular (PP)                                   | 18.837 | 25,63% | 2       | -1  |
| - Censo: 105.993 - Votantes: 76.094 (71,79%) - Abstención: 29.899 (28,21%) - Blancos: 1.682 - Nulos: 1.035 | Foro de Ciudadanos (FAC)                               | 18.484 | 25,15% | 2       | +2  |
| - Censo: 105.993 - Votantes: 76.094 (71,79%) - Abstención: 29.899 (28,21%) - Blancos: 1.682 - Nulos: 1.035 | Izquierda Unida-Los Verdes de Asturias (IU-LOS VERDES) | 5.868  | 7,99%  | 0       | ±0  |
| - Censo: 105.993 - Votantes: 76.094 (71,79%) - Abstención: 29.899 (28,21%) - Blancos: 1.682 - Nulos: 1.035 | Unión, Progreso y Democracia (UPyD)                    | 587    | 0,80%  | 0       |     |
| - Censo: 105.993 - Votantes: 76.094 (71,79%) - Abstención: 29.899 (28,21%) - Blancos: 1.682 - Nulos: 1.035 | IDEAS                                                  | 489    | 0,67%  | 0       |     |
| - Censo: 105.993 - Votantes: 76.094 (71,79%) - Abstención: 29.899 (28,21%) - Blancos: 1.682 - Nulos: 1.035 | URA-PAS                                                | 337    | 0,46%  | 0       |     |
| - Censo: 105.993 - Votantes: 76.094 (71,79%) - Abstención: 29.899 (28,21%) - Blancos: 1.682 - Nulos: 1.035 | Bloque por Asturies-UNA                                | 327    | 0,44%  | 0       |     |
| - Censo: 105.993 - Votantes: 76.094 (71,79%) - Abstención: 29.899 (28,21%) - Blancos: 1.682 - Nulos: 1.035 | Los Verdes-Grupo Verde (LV-GV)                         | 262    | 0,36%  | 0       |     |
| - Censo: 105.993 - Votantes: 76.094 (71,79%) - Abstención: 29.899 (28,21%) - Blancos: 1.682 - Nulos: 1.035 | PDYC                                                   | 167    | 0,23%  | 0       |     |
| - Censo: 105.993 - Votantes: 76.094 (71,79%) - Abstención: 29.899 (28,21%) - Blancos: 1.682 - Nulos: 1.035 | PACMA                                                  | 160    | 0,22%  | 0       |     |
| - Censo: 105.993 - Votantes: 76.094 (71,79%) - Abstención: 29.899 (28,21%) - Blancos: 1.682 - Nulos: 1.035 | PCPE                                                   | 111    | 0,15%  | 0       |     |
| - Censo: 105.993 - Votantes: 76.094 (71,79%) - Abstención: 29.899 (28,21%) - Blancos: 1.682 - Nulos: 1.035 | Conceyu Abierto                                        | 75     | 0,10%  | 0       |     |
| - Censo: 105.993 - Votantes: 76.094 (71,79%) - Abstención: 29.899 (28,21%) - Blancos: 1.682 - Nulos: 1.035 | Democracia Nacional (DN)                               | 47     | 0,06%  | 0       |     |
| - Censo: 105.993 - Votantes: 76.094 (71,79%) - Abstención: 29.899 (28,21%) - Blancos: 1.682 - Nulos: 1.035 | ALS                                                    | 42     | 0,06%  | 0       |     |

| Circunscripción oriental                                                                                |                                                        |        |        |         |     |
| Resultados                                                                                              | Candidatura                                            | Votos  | %      | Escaños | +/- |
| - Censo: 65.271 - Votantes: 47.224 (72,35%) - Abstención: 18.047 (27,65%) - Blancos: 1.026 - Nulos: 817 | Partido Socialista Obrero Español (PSOE)               | 16.376 | 35,31% | 2       | -1  |
| - Censo: 65.271 - Votantes: 47.224 (72,35%) - Abstención: 18.047 (27,65%) - Blancos: 1.026 - Nulos: 817 | Foro de Ciudadanos (FAC)                               | 15.428 | 33,27% | 2       | +2  |
| - Censo: 65.271 - Votantes: 47.224 (72,35%) - Abstención: 18.047 (27,65%) - Blancos: 1.026 - Nulos: 817 | Partido Popular (PP)                                   | 9.410  | 20,29% | 1       | -1  |
| - Censo: 65.271 - Votantes: 47.224 (72,35%) - Abstención: 18.047 (27,65%) - Blancos: 1.026 - Nulos: 817 | Izquierda Unida-Los Verdes de Asturias (IU-LOS VERDES) | 2.349  | 5,18%  | 0       | ±0  |
| - Censo: 65.271 - Votantes: 47.224 (72,35%) - Abstención: 18.047 (27,65%) - Blancos: 1.026 - Nulos: 817 | Unión, Progreso y Democracia (UPyD)                    | 320    | 0,71%  | 0       |     |
| - Censo: 65.271 - Votantes: 47.224 (72,35%) - Abstención: 18.047 (27,65%) - Blancos: 1.026 - Nulos: 817 | Bloque por Asturies-UNA                                | 295    | 0,65%  | 0       |     |
| - Censo: 65.271 - Votantes: 47.224 (72,35%) - Abstención: 18.047 (27,65%) - Blancos: 1.026 - Nulos: 817 | FDLI                                                   | 197    | 0,43%  | 0       |     |
| - Censo: 65.271 - Votantes: 47.224 (72,35%) - Abstención: 18.047 (27,65%) - Blancos: 1.026 - Nulos: 817 | IDEAS                                                  | 176    | 0,39%  | 0       |     |
| - Censo: 65.271 - Votantes: 47.224 (72,35%) - Abstención: 18.047 (27,65%) - Blancos: 1.026 - Nulos: 817 | URA-PAS                                                | 156    | 0,34%  | 0       |     |
| - Censo: 65.271 - Votantes: 47.224 (72,35%) - Abstención: 18.047 (27,65%) - Blancos: 1.026 - Nulos: 817 | Conceyu Abierto                                        | 146    | 0,32%  | 0       |     |
| - Censo: 65.271 - Votantes: 47.224 (72,35%) - Abstención: 18.047 (27,65%) - Blancos: 1.026 - Nulos: 817 | PACMA                                                  | 115    | 0,25%  | 0       |     |
| - Censo: 65.271 - Votantes: 47.224 (72,35%) - Abstención: 18.047 (27,65%) - Blancos: 1.026 - Nulos: 817 | Los Verdes-Grupo Verde (LV-GV)                         | 58     | 0,13%  | 0       |     |
| - Censo: 65.271 - Votantes: 47.224 (72,35%) - Abstención: 18.047 (27,65%) - Blancos: 1.026 - Nulos: 817 | PDYC                                                   | 57     | 0,13%  | 0       |     |
| - Censo: 65.271 - Votantes: 47.224 (72,35%) - Abstención: 18.047 (27,65%) - Blancos: 1.026 - Nulos: 817 | PCPE                                                   | 55     | 0,12%  | 0       |     |
| - Censo: 65.271 - Votantes: 47.224 (72,35%) - Abstención: 18.047 (27,65%) - Blancos: 1.026 - Nulos: 817 | Democracia Nacional(DN)                                | 30     | 0,07%  | 0       |     |
| - Censo: 65.271 - Votantes: 47.224 (72,35%) - Abstención: 18.047 (27,65%) - Blancos: 1.026 - Nulos: 817 | ALS                                                    | 27     | 0,06%  | 0       |     |
| - Censo: 65.271 - Votantes: 47.224 (72,35%) - Abstención: 18.047 (27,65%) - Blancos: 1.026 - Nulos: 817 | UCE                                                    | 11     | 0,02%  | 0       |     |

## Acontecimientos posteriores

### Investidura del Presidente del Principado de Asturias
El lunes 11 de julio comenzó la sesión de investidura para la elección del Presidente del Principado de Asturias. El único candidato presentado fue Francisco Álvarez-Cascos, de Foro Asturias. El resto de grupos parlamentarios renunciaron a presentar candidatos. Este hecho supuso la certeza de que Álvarez-Cascos saldría elegido presidente.
En la votación efectuada el día siguiente, Álvarez-Cascos no obtuvo la mayoría absoluta. El viernes 15 de julio fue elegido presidente al obtener mayoría simple de los votos, los de su grupo parlamentario. Los diputados del resto de partidos se abstuvieron, permitiendo la investidura de Cascos.
El BOE del 16 de julio de 2011 publicó el cese del Vicente Álvarez Areces como presidente del Principado y el nombramiento de Francisco Álvarez-Cascos. El mismo día tomó posesión del cargo en el edificio de la Junta General, con la presencia de Rosa Aguilar, ministra de Medio Ambiente y Medio Rural y Marino, que presidió el acto, en nombre del rey y del Gobierno. Su primer discurso oficial como presidente tuvo un marcado carácter regionalista asturiano, citando dos veces a Asturias como «país».